# أليكس فيريرا
أليكس فيريرا (بالإنجليزية: Alex Ferreira)‏ هو متزحلق حر أمريكي، ولد في 14 أغسطس 1994 في أسبن في الولايات المتحدة.

## وصلات خارجية
- أليكس فيريرا على موقع الاتحاد الدولي للتزلج (التزلج الحر) (الإنجليزية)
- أليكس فيريرا على موقع اللجنة الأولمبية الدولية (الإنجليزية)
- أليكس فيريرا على موقع أوليمبيديا (الإنجليزية)
- أليكس فيريرا على موقع اللجنة الأولمبية والبارالمبية الأمريكية (الإنجليزية)
- أليكس فيريرا على موقع ألعاب إكس (مؤرشف) (الإنجليزية)